# Myrmeleon krempfi
Myrmeleon krempfi är en insektsart som beskrevs av Navás 1923. Myrmeleon krempfi ingår i släktet Myrmeleon och familjen myrlejonsländor. Inga underarter finns listade i Catalogue of Life.